# Celâl Bayar
Mahmut Celâl Bayar (16 de maig de 1883 -22 d'agost de 1986) va ser un polític turc que va ocupar el càrrec de 3r President de Turquia.

## Primers anys
Va néixer el 1883 a Umurbey, un poble de Gemlik, Bursa com el fill d'un líder religiós i professor que havia emigrat de Lom (Bulgària). Després de l'escola, va treballar com a empleat en primer lloc en el tribunal i, a continuació, a Gemlik Ziraat Bankasi i més tard en el Deutsche Orientbank a Bursa.

## Carrera política
El 1908, es va unir als voluntaris de la tropa d'"Ittihad Terakki Cemiyeti" (Comitè d'Unió i Progrés), una organització política dels Joves Turcs i va esdevenir un membre important. Va ostentar el càrrec de secretari general de la recentment fundada branca d'İzmir d'aquest partit.
El 1919, Bayar va ser elegit per al Parlament de l'Imperi Otomà a Istanbul, com a diputat de Saruhan (avui Manisa). Com que no estava d'acord amb la nova forma de Constitució determinada pel soldà, va anar el 1920 a Ankara per unir-se Kemal Atatürk i al Moviment turc d'independència. Es va convertir en un membre actiu de la "Müdafaa-i Hukuk Cemiyeti" (Associació per a la Defensa dels Drets d'Anatòlia i Rumèlia), una altra organització política, formada després de la Primera Guerra Mundial. Es va convertir en diputat de la província de Bursa en la nova Gran Assemblea Nacional de Turquia. El mateix any, va exercir com a Viceministre d'Economia i el 27 de febrer del 1921, va ser nomenat Ministre d'Economia. Ell va portar la comissió de negociació durant l'Alçament Çerkes Ethem. El 1922, Bayar va prendre part en la delegació de Turquia durant la Conferència de pau de Lausana com a assessor d'İsmet İnönü. Després de les eleccions del 1923, va exercir com a diputat d'İzmir en el Parlament. El 26 d'agost de 1924, es va fundar el Türkiye İş Bankası a Ankara i va ser-ne el seu director executiu fins a 1932.
El 25 d'octubre de 1937 Mustafa Kemal Atatürk el va nomenar com a 9è Primer ministre de Turquia, després que İsmet İnönü deixés el govern. Va continuar en el càrrec quan Atatürk va morir i İsmet İnönü va esdevenir president el 1938. Certes diferències d'opinió amb İsmet İnönü va fer que abandonés el seu càrrec el 25 de gener del 1939
Fins a 1945, va ser membre del Cumhuriyet Halk Partisi, un partit republicà. A continuació, el 7 de gener de 1946, va fundar el Demokrat Parti), un partit socialment conservador i econòmicament liberal, junt amb Adnan Menderes, Mehmet Fuat Köprülü i Refik Koraltan. El DP va guanyar, amb 408 dels 487 escons, la majoria en les primeres eleccions generals lliures en la història turca el 14 de maig de 1950. El parlament elegí Bayar, el president del DP, com a President de Turquia. Posteriorment va ser reelegit el 1954 i el 1957, i va ocupar durant el càrrec de president. En aquell període, Adnan Menderes va ser el seu primer ministre.

## Cop d'Estat
El 27 de maig de 1960, les forces armades van organitzar un cop d'estat i van enviar Celâl Bayar, Adnan Menderes i alguns altres membres del partit i del govern a un tribunal militar a la petita illa Yassiada al Mar de Màrmara el 10 de juny del mateix any. Ell i uns altres 15 membres del partit van ser jutjats per violar la Constitució i condemnats a mort pel Tribunal Superior de Justícia el 15 de setembre de 1961. Es va dictar pena de mort per a Menderes, i Polatkan Zorlu, però el càstig per Bayar i uns altres 12 membres del partit va ser commutada per la de cadena perpètua. Bayar va ser enviat a la presó de Kayseri, però va ser posat en llibertat el 7 de novembre de 1964, a causa de la seva mala salut.
Bayar va ser indultat el 1966. El 1974 li van ser restituïts els plens drets polítics. Va morir el 22 d'agost de 1986 a Istanbul a l'edat de 103 anys. Va ser pare de tres fills.
El 1958, la Universitat Lliure de Berlín li va concedir un títol de doctor honoris causa. La Universitat Manisa Celal Bayar, que va ser establerta el 1992 a Manisa, porta el seu nom.